# André Malraux
André Malraux, född 3 november 1901 i Paris, död 23 november 1976 i Créteil, Val-de-Marne, var en fransk författare, äventyrare och politiker. Han var en dominerande figur inom fransk politik och kultur.

## Biografi
André Malraux studerade orientaliska språk och företog många resor, bland annat som arkeolog till Orienten. Han besökte revolutionsrörelser i Kina på 1920-talet och var själv kommunist till 1939. 1923 greps han för stöld av fyra devatas från Angkor Wat i Kambodja.
Malraux deltog bland annat i spanska inbördeskriget och var chef för internationella flygarbrigaden. Under andra världskriget deltog han i motståndsrörelsen och satt en tid fängslad i Toulon i södra Frankrike. Han var Charles de Gaulles kulturminister 1959–1969. 
I sina böcker framställer Malraux sin syn på människan som en absurditet och livet som en principiell omöjlighet: förlösningen ligger i handlingen, den meningslösa heroiska gesten. En av hans mest bemärkta böcker är La condition humaine (Människans lott). Romanen skildrar kommunistiska revolutionärer i Shanghai 1927. Hans bok Erövrarna (1928, översatt 1929) har ramen från en brutal strejk i Kanton 1925.
Länge framstod också Malraux som den store kännaren av revolutionär mentalitet. På 1940-talet övergick han emellertid till att skriva rikt illustrerade konstteoretiska böcker. I boken Fantasiens museum (1947, översatt 1950) vill han hävda konstens universalitet och konsten som den enda utmaningen mot en omöjlig värld. 
Malraux nominerades till Nobelpriset i litteratur åtskilliga gånger, första gången 1947.